# Euplagia quadripunctaria
Euplagia quadripunctaria је врста ноћног лептира (мољца) из породице Erebidae. Врсту је први описао Nikolaus Poda von Neuhaus 1761. године. 

## Распрострањење
Врста је широко распрострањена у Европи, од Естоније и Летоније на северу, до обале Средоземног мора и острва на југу. Такође се налази у западној Русији, јужном Уралу, Малој Азији, Родосу и оближњим острвима, Блиском истоку, Кавказу, јужном Туркменистану и Ирану.
У Србији је широко распрострањена, среће се од низијских подручја до висина до 1500 метара надморске висине.
Подручја у којима се ова врста јавља, могу се прогласити посебним подручјима заштите.

## Опис
Распон крила је 52-65 мм. Одрасли лете од јула до септембра, у зависности од локације. Одрасле јединке имају тенденцију да лете близу врсте Eupatorium cannabinum.
Ларве (гусенице) су полифагне, хране се од септембра до маја копривом (Urtica), малином (Rubus), маслачком (Taraxacum), боквицом (Plantago), белом мртвом копривом (Lamium). Врста презимљује као мала ларва.
Велике групе одраслих јединки подврсте E. q. rhodosensis повремено се могу наћи у естивацији (летњи сан) у Петалоудесу, на Родосу, на месту које је познато као Долина лептира.

## Синоними
- Phalaena quadripunctaria Poda, 1761
- Phalaena hera Linnaeus, 1767
- Callimorpha quadripunctaria (Poda, 1761)
- Callimorpha hera (Linnaeus, 1767)

## Подврсте
- Euplagia quadripunctaria quadripunctaria (Europe, Caucasus, Transcaucasus, northern Anatolia, northern Iran, southern Turkmenistan)
- Euplagia quadripunctaria fulgida (South Turkey, Syria, Lebanon)
- Euplagia quadripunctaria rhodosensis (Western Turkey and neighboring islands of Greece)